# Четин Казак
Четин Хюсеин Казак е български политик и юрист, народен представител в XXXIX народно събрание и XL народно събрание, наблюдател в Европейския парламент, а от 1 януари 2007 г. редовен евродепутат до изборите за Европейски парламент на 20 май същата година. Владее български, турски и френски език, и на добро ниво английски и руски език.

## Биография
Той е роден на 29 юли 1972 г. в град Търговище. Негов брат е Метин Казак. Завършва право, получава следдипломна квалификация по Международно търговско право в Бургундския университет, в Дижон (Франция). Той е защитил докторска дисертация по право в Института за държавата и правото при Българска академия на науките.
През 2001 г. е избран за народен представител от листата на ДПС, като заема тази длъжност в продължение на 16 години, от 2001 до 2017 г. През този период, той е изпълнявал функциите на Вице-президент на Парламентарната асамблея на НАТО, Ръководител на Българската делегация в Парламентарната асамблея на НАТО и Ръководител на Българската делегация в Парламентарната асамблея на Франкофонията. В периода 2005-2007г. е член наблюдател в Европейския парламент.
От 2003 г. работи като адвокат, като практикува основно в областите на търговското право, административното право и международното право. Той предоставя услуги на български инвеститори, като им помага да развият международни контакти с Франция, Турция, Казахстан, Мароко и Катар.
От 2019 г. е преподавател по право в Нов български университет и Висшето училище по телекомуникации и пощи в град София. През същата година заема длъжността арбитър към Международния арбитражен съд в София.

## Политическа дейност
От 2000 г. до май 2001 г. е работил като юрист в Дирекция „Европейска интеграция и отношения с международните финансови институции“ към Министерския съвет.
От 24 декември 2015 г. е един от тримата временни съпредседатели на ДПС след изключването на Лютви Местан от партията. Ще остане на този пост до IX национална конференция на ДПС.
Участия и постове
- XLIII народно събрание

член 27/10/2014 –
- Парламентарна група „Движение за права и свободи“

секретар на ПГ 27/10/2014 –
- Временна комисия за изработване на проект на Правилник за организацията и дейността на Народното събрание

член 27/10/2014 –
- Временна комисия по правни въпроси

член 29/10/2014 –
- XLII народно събрание

член 21/05/2013 – 05/08/2014
- Парламентарна група на Движение за права и свободи

секретар на ПГ 21/05/2013 – 05/08/2014
- Комисия по външна политика

зам.-председател 19/06/2013 – 05/08/2014
- Комисия по отбрана

зам.-председател 19/06/2013 – 12/11/2013
- Комисия по правни въпроси

председател 12/11/2013 – 05/08/2014
- Временна комисия по правни въпроси

член 22/05/2013 – 19/06/2013
- Временна комисия за изработване на проект на нов Изборен кодекс

член 20/06/2013 – 17/10/2013
- Временна анкетна комисия за проверка и установяване на всички случаи на грубо партизирано кадруване в държавната администрация и в други държавни структури и предприятия, извършено в периода август 2009 – март 2013 г.

член 31/10/2013 – 05/08/2014
- Временна комисия за обсъждане и приемане на нов Изборен кодекс

член 20/12/2013 – 05/08/2014
- Делегация в парламентарната асамблея на НАТО

ръководител 03/10/2013 – 05/08/2014
- Група за приятелство България – Австрия

член 25/10/2013 – 05/08/2014
- Група за приятелство България – Азербайджан

член 25/10/2013 – 05/08/2014
- Група за приятелство България – Алжир

член 25/10/2013 – 05/08/2014
- Група за приятелство България – Белгия

зам.-председател 17/10/2013 – 05/08/2014
- Група за приятелство България – Индонезия

член 17/10/2013 – 05/08/2014
- Група за приятелство България – Канада

член 17/10/2013 – 05/08/2014
- Група за приятелство България – Кувейт

член 17/10/2013 – 05/08/2014
- Група за приятелство България – Ливан

член 17/10/2013 -05/08/2014
- Група за приятелство България – Казахстан

председател 17/10/2013 – 05/08/2014
- Група за приятелство България – Мароко

зам.-председател 17/10/2013 – 05/08/2014
- Група за приятелство България – Палестина

член 17/10/2013 – 05/08/2014
- Група за приятелство България – Япония

зам.-председател 17/10/2013 – 05/08/2014
- Група за приятелство България – Швейцария

член 17/10/2013 – 05/08/2014
- Група за приятелство България – Русия

член 17/10/2013 – 05/08/2014
- Група за приятелство България – САЩ

член 17/10/2013 -05/08/2014
- Група за приятелство България – Чили

член 17/10/2013 – 05/08/2014
- Група за приятелство България – Тунис

член 17/10/2013 – 05/08/2014
- Група за приятелство България – Украйна

член 17/10/2013 – 05/08/2014
- Група за приятелство България – Турция

член 17/10/2013 – 05/08/2014
- Група за приятелство България – Италия

член 17/10/2013 – 05/08/2014
- Група за приятелство България – Франция

зам.-председател 17/10/2013 – 05/08/2014
- XLI народно събрание – член (14.07.2009 – 2013):
- Парламентарна група на Движение за права и свободи – секретар на ПГ (14.07.2009 – 14.03.2013)
- Комисия по правни въпроси – член (29.07.2009 – 2013)
- Комисия по външна политика и отбрана – член (29.07.2009 – 17.03.2010)
- Постоянна делегация на Народното събрание в Парламентарната асамблея на франкофонията – ръководител (04.09.2009 – 2013)
- Група за приятелство България – Австрия – член
- Група за приятелство България – Азербайджан – член
- Група за приятелство България – Алжир – член
- Група за приятелство България – Белгия – член
- Група за приятелство България – Бразилия – член
- Група за приятелство България – Великобритания – член
- Група за приятелство България – Египет – член
- Група за приятелство България – Индонезия – член
- Група за приятелство България – Ирландия – член
- Група за приятелство България – Испания – член
- Група за приятелство България – Италия – член
- Група за приятелство България – Йемен – член
- Група за приятелство България – Йордания – член
- Група за приятелство България – Казахстан – член
- Група за приятелство България – Канада – член
- Група за приятелство България – Мароко – председател
- Група за приятелство България – Мексико – член
- Група за приятелство България – Полша – член
- Група за приятелство България – Португалия – зам.-председател
- Група за приятелство България – Словакия – член
- Група за приятелство България – САЩ – член
- Група за приятелство България – Тайланд – член
- Група за приятелство България – Турция – член
- Група за приятелство България – Узбекистан – член
- Група за приятелство България – Украйна – член
- Група за приятелство България – Франция – член
- Група за приятелство България – Чехия – член
- Група за приятелство България – Чили – член
- Група за приятелство България – Швейцария – член
- Група за приятелство България – Япония – член
- Временна комисия за изработване на Изборен кодекс – член (11.02.2010 – 2013)
- Комисия по културата, гражданското общество и медиите – член (17.03.2010 – 2013)
- Временна анкетна комисия със задача да изясни изнесените данни за грубо нарушаване на Конституцията и ПОДНС при гласуването и обнародването на Закон за изменение и допълнение на Закона за контрол върху наркотичните вещества и прекурсорите в ДВ, бр. 22 от 2010 г. и поправка на същия закон в следващия бр. 23 на ДВ от 2010 г. – член (13.05.2010 – 13.07.2010)